# Bettingen
Pour les articles homonymes, voir Bettingen (homonymie).
Bettingen est une commune suisse du canton de Bâle-Ville.

## Géographie

Vue aérienne (1953).

Bettingen se trouve dans le canton de Bâle-Ville. La commune est située sur la rive droite du Rhin, à la frontière allemande, sur une éminence dominée par la localité de Sankt Chrischona.
Le territoire de Bettingen s'étend sur 2,23 km2. Lors du relevé de 2013-2018, les surfaces d'habitations et d'infrastructures représentaient 19,3 % de sa superficie, les surfaces agricoles 33,6 % et les surfaces boisées 45,7 %.
|        | Riehen               |                |
| Riehen | Bettingen            | Inzlingen (DE) |
|        | Grenzach-Wyhlen (DE) |                |

## Histoire
Un biface paléolithique, une station en plein air néolithique à Schafrain, des vestiges isolés de l'âge du bronze et une dalle funéraire du haut Moyen Âge (VIIe ou VIIIe siècle) près de l'église Sainte-Chrischona témoignent d'une colonisation précoce. Le domaine de Bettingen passe au XIVe siècle des nobles de Bärenfels aux Wolhusen que l'évêque de Bâle a investi de la haute juridiction et qui, au XVe siècle, reprennent la basse juridiction du couvent bâlois de Sainte-Claire. En 1513, Bâle acquiert le village dont il fait un bailliage qu'il incorpore en 1627 à celui de Riehen.
L'église, située en dehors et au-dessus du village (bâtiment primitif élevé vers 700, agrandi aux IXe et Xe siècles ; reconstruction de la tour ouest en 1450/1460, du chœur en 1503-1509, de la nef en 1513-1516), est mentionnée en 1353 comme filiale de Grenzach. Au patron d'origine, saint Brice, succède au XIVe siècle sainte Chrischona (sainte Christiane). L'église est rattachée en 1513 à la paroisse de Riehen et perd à la Réforme protestante son importance comme lieu de pèlerinage. Les habitants vivent de la culture des champs et des vignes complétée par le tissage à domicile (lin, plus passementerie au XVIIIe siècle). Bettingen fait partie du district de Bâle sous la République helvétique et de celui de Liestal de 1803 à 1815. Lors de la séparation en 1833, Bettingen opte comme Riehen et Petit-Huningue (de) pour le canton de Bâle-Ville au sein duquel ces communes forment jusqu'en 1875 le « district campagnard ».
En 1840 s'ouvre à Sankt Chrischona une école de missionnaires, qui se développe en centre piétiste (communauté de Chrischona). Le projet de le desservir par un chemin de fer est abandonné au cours de la Première Guerre mondiale. Depuis 1930, Bettingen est relié à Bâle par une ligne d'autobus. À partir de 1950, Bettingen se transforme en commune résidentielle composée surtout de villas individuelles et en zone de détente appréciée des Bâlois. L'émetteur radio de Sankt Chrischona entre en activité en 1962, la tour de télévision, haute de 250 m, en 1984.

## Démographie

### Évolution de la population
Bettingen compte 1 288 habitants au 31 décembre 2022 pour une densité de population de 578 hab/km2. Sur la période 2010-2019, sa population a augmenté de 2,7 % (canton : 5,9 % ; Suisse : 9,4 %).  

### Pyramide des âges
En 2020, le taux de personnes de moins de 30 ans s'élève à 30,6 %, au-dessus de la valeur cantonale (29,3 %). Le taux de personnes de plus de 60 ans est quant à lui de 32,1 %, alors qu'il est de 25,6 % au niveau cantonal.
La même année, la commune compte 555 hommes pour 612 femmes, soit un taux de 47,6 % d'hommes, inférieur à celui du canton (48,6 %).
| Hommes | Classe d’âge | Femmes |
| ------ | ------------ | ------ |
| 0,7    | 90 ans ou +  | 2,5    |
| 9,4    | 75 à 89 ans  | 15,5   |
| 18,2   | 60 à 74 ans  | 17,8   |
| 24,0   | 45 à 59 ans  | 21,2   |
| 12,8   | 30 à 44 ans  | 16,8   |
| 17,7   | 15 à 29 ans  | 11,9   |
| 17,3   | - de 14 ans  | 14,2   |

| Hommes | Classe d’âge | Femmes |
| ------ | ------------ | ------ |
| 0,9    | 90 ans ou +  | 2,2    |
| 7,3    | 75 à 89 ans  | 10,6   |
| 14,8   | 60 à 74 ans  | 15,4   |
| 21,1   | 45 à 59 ans  | 19,8   |
| 25,3   | 30 à 44 ans  | 23,9   |
| 16,2   | 15 à 29 ans  | 15,3   |
| 14,3   | - de 14 ans  | 12,8   |